# Hemioplisis icaria
Hemioplisis icaria là một loài bướm đêm trong họ Geometridae.